# Sigma aproximace

Animované srovnání aproximace a (zeleně - špatně viditelné). Je vidět, že při aproximaci Fourierovou řadou se v okolí diskontinuit projevuje Gibbsův jev, zatímco σ-aproximace konverguje hladce.

σ-aproximace je v matematice úprava Fourierovy sumace, která značně omezuje Gibbsův jev projevující se oscilacemi v místě diskontinuit.
Součet řady s periodou T lze při použití σ-aproximace zapsat takto:
{\displaystyle s(\theta )={\frac {1}{2}}a_{0}+\sum _{k=1}^{m-1}\operatorname {sinc} {\frac {k}{m}}\cdot \left[a_{k}\cos \left({\frac {2\pi k}{T}}\theta \right)+b_{k}\sin \left({\frac {2\pi k}{T}}\theta \right)\right],}
při vyjádření normalizovanou funkcí sinc
{\displaystyle \operatorname {sinc} x={\frac {\sin \pi x}{\pi x}}.}
Člen
{\displaystyle \operatorname {sinc} {\frac {k}{m}}}
je Lanczosův σ-faktor, díky kterému je eliminována velká část Gibbsova jevu. Gibbsův jev není odstraněn úplně, ale použitím druhé nebo třetí mocniny výrazu jej lze ve většině extrémních případů výrazně utlumit.

## Vysvětlení
Lanczosova myšlenka je utlumit Fourierovy koeficienty vysokého řádu, které způsobují lokální divergenci řady. Studuje tedy případy, kdy se derivace Fourierovy řady může lokálně výrazně měnit. Pro částečný součet funkce rozvinuté na Fourierovu řadu tvaru
{\displaystyle f_{m}(x)=\sum _{k=-(m-1)}^{m-1}c_{k}{\rm {e}}^{\mathrm {i} kx},}
definuje
{\displaystyle \rho _{m}(x)=\sum _{k=0}^{+\infty }c_{m+k}{\rm {e}}^{\mathrm {i} kx}.}
Pak lze zbytek Fourierovy řady zapsat ve tvaru
{\displaystyle R_{m}(x)=f(x)-f_{m}(x)={\rm {e}}^{\mathrm {i} mx}\rho _{m}(x)+{\rm {e}}^{-\mathrm {i} mx}\rho _{-m}(x).}
Lanczos si všiml, že v obecném případě má {\displaystyle \rho _{m}(x)} tvar hladké nosné modulované vysokou frekvencí, takže derivace zbytku je
{\displaystyle R_{m}'(x)=\mathrm {i} m({\rm {e}}^{\mathrm {i} mx}\rho _{m}(x)-{\rm {e}}^{-\mathrm {i} mx}\rho _{-m}(x))+{\rm {e}}^{\mathrm {i} mx}\rho _{m}'(x)+{\rm {e}}^{-\mathrm {i} mx}\rho _{-m}'(x),}
což způsobuje, že při velkých hodnotách zbytek řady nekonverguje „dost rychle“. Proto definuje upravený diferenciální operátor:
{\displaystyle \mathrm {D} _{m}f(x)={\frac {f\left(x+{\frac {\pi }{m}}\right)-f\left(x-{\frac {\pi }{m}}\right)}{\frac {2\pi }{m}}},}
který dobře konverguje k operátoru derivace pro velká {\displaystyle m}, což dává
{\displaystyle \mathrm {D} _{m}R_{m}(x)=-{\rm {e}}^{\mathrm {i} mx}\mathrm {D} _{m}\rho _{m}(x)-{\rm {e}}^{-\mathrm {i} mx}\mathrm {D} _{m}\rho _{-m}(x),}
a funkce {\displaystyle \rho _{m}(x)}, {\displaystyle \rho _{-m}(x)} jsou dostatečně hladké, takže hodnoty jejich derivací nemají velký vliv na chybu aproximace. Všimneme-li si, že
{\displaystyle \mathrm {D} _{m}({\rm {e}}^{\mathrm {i} kx})={\frac {\sin({\frac {\pi k}{m}})}{\frac {\pi }{m}}}\times \mathrm {i} k{\rm {e}}^{\mathrm {i} kx},}
vidíme, že použití tohoto diferenciálního operátoru odpovídá vynásobení Fourierových koeficientů faktorem σ.